# Віллі Фуґґерер
Віллі Фуґґерер (нім. Willi Fuggerer, 11 вересня 1941 — 5 вересня 2015) — німецький велогонщик.
Бронзовий призер Олімпійських Ігор 1964 року на тандемах.